# Affari al buio: Miami
Affari al buio: Miami (stilizzato STORAGE WAR$: Miami) è un reality televisivo statunitense, trasmesso in America dal 6 ottobre 2015 su A&E. In Florida, se un magazzino non viene pagato per un periodo massimo di tre mesi, il contenuto può essere venduto da un banditore d'asta come un singolo lotto di oggetti e viene pagato in contanti. Lo show segue le vicende di alcuni acquirenti professionisti che acquistano il contenuto in base ad un controllo visivo di cinque minuti, fuori dalla porta. L'obiettivo è quello di riuscire a ricavare un profitto dalla merce comprata.

## Episodi

### Stagione 1
| N° | Titolo                          | Titolo originale                    | Prima TV USA     | Prima TV ITA |
| -- | ------------------------------- | ----------------------------------- | ---------------- | ------------ |
| 1  | Benvenuti a Miami!              | Bienvenido a Miami!                 | 6 ottobre 2015   |              |
| 2  | Chi prima arriva...             | Miami Wow Machine                   | 13 ottobre 2015  |              |
| 3  | In perfetta sincronia           | Big Booty Foes                      | 13 ottobre 2015  |              |
| 4  | Si vince e si perde             | Don't Hate the Gator, Hate the Gate | 20 ottobre 2015  |              |
| 5  | Nelle mani di Lindsey           | Deuces Wild                         | 20 ottobre 2015  |              |
| 6  | La tassa da pagare              | To Hell and Backpack                | 27 ottobre 2015  |              |
| 7  | I supereroi di Fort Lauderdale  | Interview With the Vampirologist    | 3 novembre 2015  |              |
| 8  | Niente schiuma, niente festa    | O Brother, Where Art My Money?      | 10 novembre 2015 |              |
| 9  | Meraviglie di zucchero          | There's No Place Like Foam          | 17 novembre 2015 |              |
| 10 | Grande magazzino, grande tesoro | Fit Lauderdale                      | 24 novembre 2015 |              |